# SFクズ論争
SFクズ論争（SFクズろんそう）、クズSF論争（クズSFろんそう）、日本SFクズ論争（にほんSFクズろんそう）、もしくはSF「冬の時代」論争（SFふゆのじだいろんそう）は、『本の雑誌』1997年3月号掲載の記事を契機として関連メディアおよびインターネット上に巻き起こった一連の論争。

## 概要
1997年2月10日発売の『本の雑誌』3月号に掲載された『この10年のSFはみんなクズだ!』と題された特集が発端である。これは高橋良平と鏡明の対談をメインとする記事で、「クズ」発言を行ったのは高橋である。
高橋は、商業的ヒット作に恵まれない日本SF界への嘆きやフラストレーションという文脈から「この際ここ10年のSFはみんなクズだ、としてしまえばすっきりする」とし、SF業界の閉鎖性・マニア化についても直近の話題作であった小説『パラサイト・イヴ』の篠田櫛子による解説での指摘を引き合いに出して批判している。対談相手の鏡はSF批評界と出版界の「馴れ合い」を指摘し、高橋に異論は挟まなかった。大森望、山岸真がそれに対してコメントを寄せるという紙面内容であった。
同月9日付『日本経済新聞』には『国内SF氷河期の様相』とする記事も掲載されており、事実上名指しで批判を受けた早川書房『S-Fマガジン』は5月号（3月25日発売）からは『緊急フォーラム：SFの現在を考える』として連続特集を組むこととなった（同10月号、第5回まで継続）。